# Villa Hakasalmi
Villa Hakasalmi (Fins: Hakasalmen huvila/Zweeds Villa Hagasund) is een landhuis in de Finse hoofdstad Helsinki gelegen aan de Mannerheimweg. Het is een van de weinige overgebleven landhuizen in Helsinki gebouwd in de empirestijl.

## Geschiedenis
Het gebouw werd tussen 1843 en 1846 gebouwd als zomerverblijf van de Finse gouverneur Carl Johan Walleen en was ontworpen door de Duitse architect Ernst Lohrmann. Het huis werd toen omringd door een Engelse tuin en lag toentertijd aan de kust van de Töölönlahti-baai. In 1896 kocht de stad Helsinki het gebouw van Aurora Karamzin, de dochter van Walleen. Karamzin kreeg toestemming om in het landhuis te blijven wonen tot haar dood in 1902. Van 1906 tot 1911 werd het museum in gebruik genomen als voorloper van het Nationaal Museum van Finland. Vanaf 1911 diende het museum als het toenmalige Stadsmuseum van Helsinki, dat het nog steeds in zijn bezit heeft.
Stadsmuseum · Villa Hakasalmi · Ruiskumestarin talo · Arbeiderswoningmuseum · Trammuseum · Kinderstad